# Rosina Buckman
Rosina Buckman (Blenheim, Nova Zelanda, 16 de març de 1881 - 30 de desembre de 1948) fou una soprano neozelandesa.
Soprano dramàtica de grans facultats, va actuar des del 1911 amb gran acceptació en els auditoris d'òpera del seu país i Anglaterra. Va formar part del quadre artístic de la Melba Opera Company i en anys diversos del Covent Garden de Londres. El 1929 va emprendre extenses gires de concerts per Europa i Amèrica en unió del seu marit també cantant Maurice d'Osly.